# Jan Ottosson
Jan Ottosson, né le 10 mars 1960 à Högsäter, est un ancien fondeur suédois.

## Palmarès

### Jeux Olympiques
| Épreuve / Édition | Sarajevo 1984 | Calgary 1988 | Albertville 1992 | Lillehammer 1994 |
| 10 km             |               |              |                  | 14e              |
| 15 km             |               | 16e          |                  |                  |
| 25 km Poursuite   |               |              |                  | 15e              |
| 30 km             | 16e           | 16e          | 11e              |                  |
| 50 km             | 14e           | 6e           | 44e              | 18e              |
| 4 × 10 km         | Or            | Or           | 4e               | 6e               |

### Championnats du monde
| Épreuve / Édition | Oslo 1982 | Oberstdorf 1987 | Lahti 1989 | Val di Fiemme 1991 | Falun 1993 |
| 15 km             | 9e        |                 |            | 6e                 |            |
| 30 km             |           |                 | 12e        |                    | 15e        |
| 50 km             |           | 10e             |            | 7e                 | 10e        |

### Coupe du monde
- Meilleur classement final: 7e en 1982.
- 1 victoire.